# 約克城牆
約克自羅馬帝國時代開始就已經有了城牆，現在約克仍然擁有英格蘭城市中最完整的城牆系統。雖然約克城牆又有羅馬城牆的別稱，但實際上現在約克城牆中修建於羅馬時代的部分所剩無幾，並且城牆的線路和羅馬時代相比也有很大變化。約克最早的城牆大約修建於西元71年。867年丹麥人佔領約克。當時約克的羅馬城牆已經年久失修。丹麥人重建了城牆。現在約克城牆大部分即為中世紀時期修建。約克城牆是英國的一級保護建築。